# Campeonato nacional de Estados Unidos 1935
Lista de los campeones del Campeonato nacional de Estados Unidos de 1935:

## Senior

### Individuales masculinos
Wilmer Allison vence a  Sidney Wood, 6–2, 6–2, 6–3

### Individuales femeninos
Helen Jacobs vence a  Sarah Palfrey Cooke, 6–2, 6–4

### Dobles masculinos
Wilmer Allison /  John Van Ryn vencen a  Don Budge /  Gene Mako, 6–2, 6–3, 2–6, 3–6, 6–1

### Dobles femeninos
Helen Jacobs /  Sarah Palfrey Cooke vencen a  Carolin Babcock /  Dorothy Andrus, 6–4, 6–2

### Dobles mixto
Sarah Palfrey Cooke /  Enrique Maier vencen a  Kay Stammers /  Roderich Menzel, 6–4, 4–6, 6–3
| Predecesor: 1934                         | Campeonato nacional de Estados Unidos 1935 | Sucesor: 1936                         |
| Predecesor: Campeonato de Wimbledon 1935 | Grand Slam 1935                            | Sucesor: Campeonato de Australia 1936 |

- Datos: Q2410709